# Тшепо Мотсепе
Тшепо Мотсепе (афр. Tshepo Motsepe, нар. 17 червня 1953) — південноафриканська лікарка й підприємиця. Перша леді ПАР як дружина Сиріла Рамафоси, президента ПАР.

## Біографія
Тшепо виросла в селі Матхібестад поблизу Гамманскраала й на батьківщині своїх предків Ммакау в Північно-Західній провінції. Вона є старшою дитиною з семи братів і сестер. Має тсванське походження.
Мотсепе навчалася на лікаря в Університеті Квазулу-Натал, а також здобула ступінь магістра з охорони здоров'я в Гарвардській школі громадської охорони здоров'я. У 2012 році закінчила програму сертифікатів соціального підприємництва (SECP) в Інституті бізнес-науки Гордона. Вона є головою Африканського фонду самодопомоги (ASHA Trust), який зосереджується на ранньому розвитку та освіті дітей.

## Кар'єра
Мотсепе працювала як у державній, так і в приватній практиці в Ммакау, Мафікенгу, Йоганнесбурзі, Преторії та Зімбабве. Вона є колишньою заступницею директора Науково-дослідного інституту репродуктивного здоров'я. Працювала у ВІЛ Вітса, який є провідним африканським науково-дослідним інститутом, що зосереджується на дослідженнях сексуального, репродуктивного здоров'я та ВІЛ. Тшепо також обіймала посаду голови комітету з акредитації Департаменту охорони здоров'я Гаутенга.
Мотсепе є покровителькою Південноафриканського громадянського товариства здоров'я жінок, підлітків та дітей (SACSoWACH), програми спонсорства студентів та опікунів Асоціації хоспісів Вітватерсранда. Вона є колишнім членом Національної медичної та стоматологічної асоціації (NAMDA), а також членом правління Фонду катастроф рифів Вааль та Фонду Kids Haven.

## Родина
Одружена з Сирілом Рамафосою, президентом Південно-Африканської Республіки, вони мають чотирьох дітей. Пара познайомилася на побаченні на осліп, коли Тшепо було 33. 
Її батьком є покійний вождь Августин Бутана Чаане Мотсепе, братом — гірничий магнат-мільярдер Патріс Мотсепе, а її сестра — Бріджит Радебе — дружина політика Африканського національного конгресу (АНК) і колишнього міністра енергетики Джеффа Радебе.